# إسلام تيمورزييف
إسلام تيمورزييف (بالروسية: Тимурзиев, Ислам Яхьяевич)‏ (9 يناير 1983 – 31 أغسطس 2015) هو ملاكم روسي راحل، مثّل بلاده في الألعاب الأولمبية الصيفية 2008.

## روابط خارجية
إسلام تيمورزييف على موقع بوكس ريك (الإنجليزية) (registration required)
- إسلام تيمورزييف على موقع اللجنة الأولمبية الدولية (الإنجليزية)
- إسلام تيمورزييف على موقع أوليمبيديا (الإنجليزية)